# Ellzee

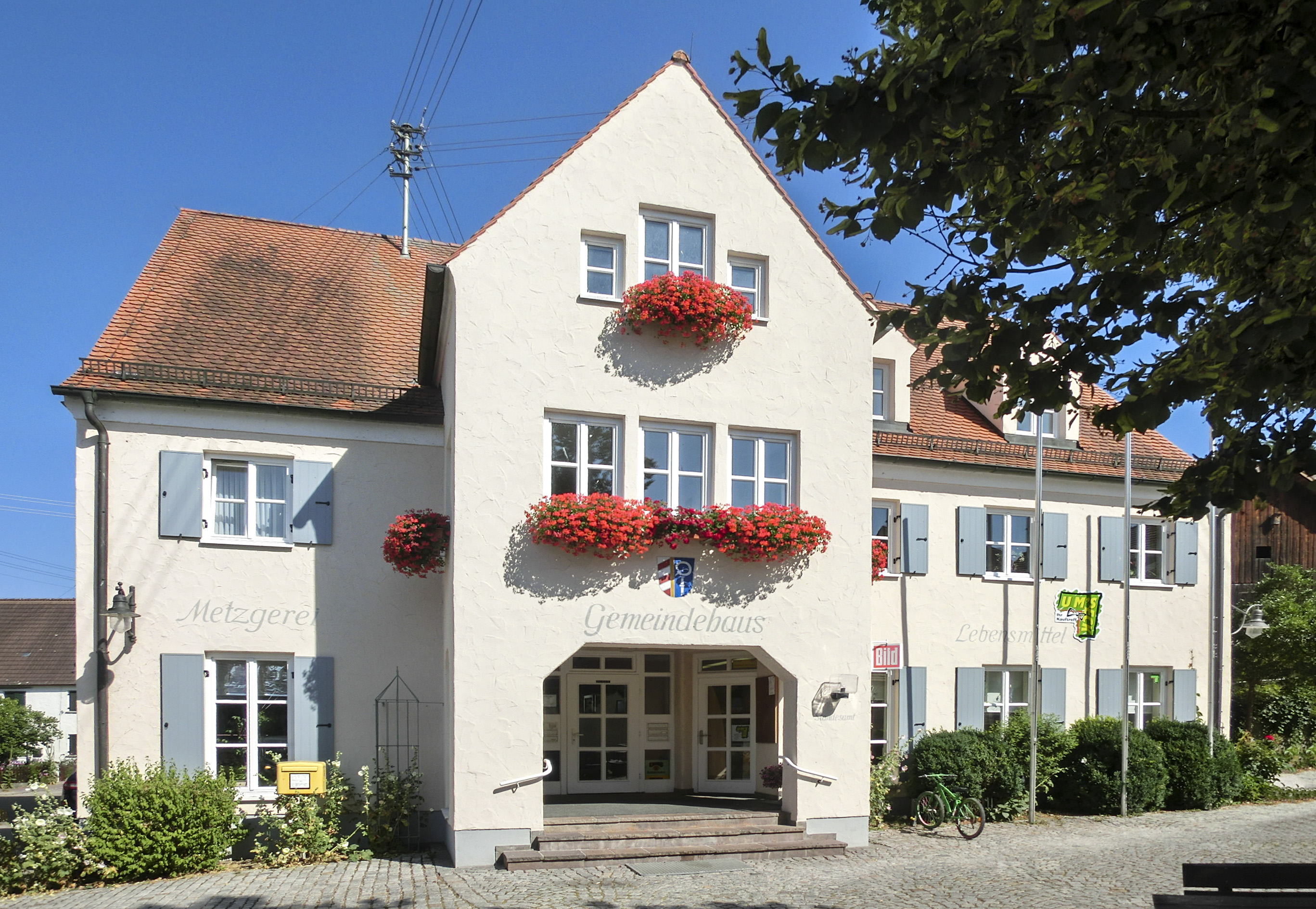
Gemeindehaus

Ellzee ist eine Gemeinde im schwäbischen Landkreis Günzburg in Bayern.

## Geografie
Ellzee liegt in der bayrischen Region Donau-Günz.
Die Gemeinde hat fünf Gemeindeteile (in Klammern ist der Siedlungstyp angegeben):
- Ellzee (Kirchdorf)
- Hausen (Kirchdorf)
- Hilbertshausen (Weiler)
- Riedmühle (Einöde)
- Stoffenried (Kirchdorf)

Es gibt die Gemarkungen Ellzee, Hausen und Stoffenried.

## Geschichte

### Bis zur Gemeindegründung
Der Ort Ellzee gehörte zur vorderösterreichischen Markgrafschaft Burgau und war Sitz eines der fünf Vogtämter der Markgrafschaft. Seit den Friedensverträgen von Brünn und Preßburg 1805 gehört der Ort zu Bayern. Unterschiedlicher Streubesitz im heutigen Gemeindegebiet fiel zu verschiedenen Zeitpunkten an Bayern: Der der Reichsstifte Roggenburg, Kaisheim, Ursberg, Wettenhausen im Jahr 1803; der der Freiherren von Vöhlin (Herrschaft Neuburg a. d. Kammel) 1806. Im Zuge der Verwaltungsreformen im Königreich Bayern entstand mit dem Gemeindeedikt von 1818 die heutige Gemeinde.

### Eingemeindungen
Im Zuge der Gebietsreform in Bayern wurden am 1. Mai 1978 die Gemeinden Hausen und Stoffenried eingegliedert.

### Einwohnerentwicklung
| Jahr      | 1961 | 1970 | 1987 | 1991 | 1995 | 2000 | 2005 | 2010 | 2015 |
| Einwohner | 0958 | 1054 | 1001 | 1023 | 1028 | 1080 | 1175 | 1129 | 1183 |

Zwischen 1988 und 2018 wuchs die Gemeinde von 1005 auf 1177 um 172 Einwohner bzw. um 17,1 %.

## Politik
Die Gemeinde ist Mitglied der Verwaltungsgemeinschaft Ichenhausen.

### Gemeinderat
Der Gemeinderat hat zwölf Mitglieder. Bei der Kommunalwahl 2020 ergab sich folgende Sitzverteilung auf die vier parteifreien Listen:
- Liste Ellzeer Bürger: 4 Sitze (28,4 %)
- Einheitsliste Stoffenried: 3 Sitze(27,8 %)
- Wählervereinigung Ellzee Gemeinsam: 3 Sitze (27,1 %)
- Freie Wählervereinigung Hausen: 2 Sitze (16,8 %)

In der Amtszeit 2014 bis 2020 war der Gemeinderat wie folgt besetzt:
- Wählervereinigung Ellzee Gemeinsam: 5 Sitze
- Einheitsliste Stoffenried: 4 Sitze
- Freie Wählervereinigung Hausen: 3 Sitze

### Bürgermeisterin
Erste Bürgermeisterin ist seit 1. Mai 2020 Gabriela Schmucker (Liste Ellzeer Bürger). Sie wurde am 15. März 2020 als einzige nominierte Bewerberin mit 89,3 % der Stimmen gewählt.
Ihre Vorgänger waren
- Karl Schlosser (* 1950, Einheitsliste Stoffenried) von 2002 bis 2020
- Josef Hoser (CSU) von 1984 bis 2002.[5]

### Steuereinnahmen
Die Gemeindesteuereinnahmen 2014 betrugen 878.000 Euro, davon waren die Gewerbesteuereinnahmen (netto) 219.000 Euro.

### Wappen
| | Blasonierung: „Gespalten durch einen schmalen goldenen Pfahl; vorne fünfmal schräglinks geteilt von Silber und Rot, hinten in Blau ein aufrechter, wachsender silberner Abtstab.“ |
| Wappenbegründung: Ellzee war Sitz eines der fünf Vogtämter der Markgrafschaft Burgau. Der dort ansässige Vogt vertrat von hier aus die Gerichts- und Herrschaftsrechte Burgaus im nördlichen Bayerisch-Schwaben. Daran erinnert der goldene Pfahl und die fünfmalige Schräglinksteilung von Silber und Rot aus dem Wappen der Markgrafschaft Burgau. Der Abtstab repräsentiert die geistlichen Grundherrschaften, die in Ellzee nachgewiesen sind: Das Kloster St. Ulrich und Afra in Augsburg, Edelstetten, Wettenhausen, das Wengenkloster in Ulm und andere. Dieses Wappen wird seit 1968 geführt. | |

## Kultur und Sehenswürdigkeiten
- Die Kreisheimatstube, ein kleines Freilichtmuseum in Stoffenried
- Das kleine Röhrenmuseum in Ellzee, ein privates Museum mit Exponaten der Röhrentechnik und Geräten der Unterhaltungselektronik

## Wirtschaft und Infrastruktur

### Wirtschaft einschließlich Land- und Forstwirtschaft
2021 gab es 171 sozialversicherungspflichtig Beschäftigte am Arbeitsort, 568 sozialversicherungspflichtig Beschäftigte am Wohnort und 11 Arbeitslose. Im verarbeitenden Gewerbe gab es zwei Betriebe, im Bauhauptgewerbe zwei Betriebe. 2020 bestanden 38 landwirtschaftliche Betriebe mit einer landwirtschaftlich genutzten Fläche von 1623 Hektar.

### Verkehr
Ellzee liegt an der Bundesstraße 16. Nächste Autobahnanschlussstelle ist Günzburg an der Bundesautobahn 8, etwa elf Kilometer entfernt. Ellzee hat einen Haltepunkt an der Mittelschwabenbahn Mindelheim – Krumbach – Günzburg, wo Regionalbahnen verkehren.

### Bildung
Es gibt folgende Einrichtungen (Stand: 2022):
- Kindertageseinrichtung: 57 Plätze, davon 58 belegt

## Persönlichkeiten
- Franz-Josef Schick (1936–2022), Politiker (CSU), 1974 bis 1996 Landrat des Landkreises Neu-Ulm, ist in Ellzee geboren.